# Sofie Junge Pedersen
Sofie Junge Pedersen (født 24. april 1992) er en dansk fodboldspiller, som spiller for den italienske klub Inter Milano og Danmarks kvindefodboldlandshold. Hun har tidligere spillet for Fortuna Hjørring og IK Skovbakken i Elitedivisionen samt den svenske klub FC Rosengård, hvorfra hun i august 2017 skiftede til Levante. I sommeren 2018 skiftede hun til svenske Vittsjö, hvorefter hun skrev kontrakt med Juventus i december 2018.

## Karriere

### Klubkarriere
Sofie Junge Pedersen stammer fra Aarhus og begyndte at spille fodbold som syvårig i forstadsklubben BMI. Som fjortenårige skiftede hun til IK Skovbakken, hvor hun snart kom på klubbens seniorførstehold og nåede at spille der i tre sæsoner, inden hun skiftede til Fortuna Hjørring. Efter tre sæsoner der skiftede hun til den svenske klub FC Rosengård.
Junge fik hele 2016-sæsonen ødelagt, da hun faldt under en træning i klubben. Det kostede en voldsom hjernerystelse, som gjorde hende meget følsom for lys og lyd, og hun kunne ikke spille fodbold. Hun var dog klar til den følgende sæson, men skiftede om sommeren til den spanske klub Levante UD Feminino. I sommeren 2018 valgte parterne dog ikke at forlænge dette samarbejde, og Junge skiftede til den svenske klub Vittsjö GIK, hvor hun skrev kontrakt for et halvt år. Her opnåede hun atter at spille fast, og klubben lykkedes med at undgå nedrykning. Junges præstationer førte i 2018 til, at hun skiftede til den italienske mesterklub Juventus. D. 24. marts 2019 scorede hun sin karrieres vigtigste mål, da hun blev matchvinder i 1-0 sejren over Fiorentina Women's F.C. foran 39.000 tilskuere på Allianz Stadium, hvilket til dags dato er den største kamp i italiensk kvindefodbold nogensinde.

### Landshold
Sofie Junge Pedersen har spillet næsten 50 kampe på de danske ungdomslandshold og var blandt andet med U/17-landsholdet til VM i New Zealand. Hun debuterede på A-landsholdet i 2011. Hun har siden været med til EM-slutrunderne i 2013 og 2017. Hun nåede i foråret at komme i tilstrækkelig kampform til EM i 2017, men var ikke som udgangspunkt en del af startopstillingen. Hun fik dog et par kampe som indskifter og kom til at spille finalen fra start.

## Hæder

### Klub
Fortuna Hjørring
- Elitedivisionen: 2013–14

FC Rosengård
- Damallsvenskan: 2015

Juventus FC
- Serie A: 2018-2019, 2019-20

## Ekstern henvisning
- Wikimedia Commons har flere filer relateret til Sofie Junge Pedersen
- Sofie Junge Pedersens spillerprofil hos FIFA (engelsk)
- Sofie Junge Pedersens spillerprofil hos UEFA (engelsk)
- Sofie Junge Pedersens spillerprofil i DBU's Landsholdsdatabase
- Sofie Junge Pedersens spillerprofil hos Sveriges fodboldforbund (svensk)
- Sofie Junge Pedersens profil på WorldFootball.net (engelsk)
- Sofie Junge Pedersens spillerprofil på Soccerdonna.de (tysk)
- Sofie Junge Pedersens profil hos FootballDatabase.eu (engelsk)
- Sofie Junge Pedersens spillerprofil på Soccerway (engelsk)
- Sofie Junge Pedersens profil på fussballtransfers.de (tysk)
- Sofie Junge Pedersens profil på soccerdonna.de (tysk)
- Profil Arkiveret 19. april 2017 hos  Wayback Machine hos FC Rosengård (svensk)